# HMS Intrepid (1770)
HMS Intrepid (1770) — 64-пушечный линейный корабль 3 ранга Королевского флота. Второй корабль, названный Intrepid. Головной корабль одноимённого типа.
Спущен на воду 4 декабря 1770 в Вулвиче.

## Служба
В 1772 переведен в Ост-Индию.
Участвовал в Американской революционной войне. Был при Мартинике, при Форт-Ройял, при Чесапике, при Сент-Киттсе.
Участвовал во Французских революционных войнах.
1793 — капитан Чарльз Карпентер (англ. Charles Carpenter).
21 апреля 1796 возле Кап-Франсуа взял французский Perçante (26), с командой 200 человек. На Ямайке приз был взят в британскую службу.
1797 — апрель, капитан Паркер (англ. R. Parker).
1798 — март, капитан Харгуд (англ. W. Hargood). 29 апреля 1799 ушёл в Ост-Индию.
Участвовал в Наполеоновских войнах.
1803 — Intrepid вернулся из Ост-Индии в Портсмут в феврале; снова вышел 21 февраля в Чатем, для вывода в резерв. Некоторое время стоял в ремонте в Чатеме.
1805 — капитан Вудхаус (англ. P. Wodehouse), Нор.
1807 — тот же капитан, Средиземное море. В конце года — капитан Уорсли (англ. R. Worsley), Сент-Хеленс.
1808 — капитан Кристофер Нишем (англ. Christopher Nesham), Подветренные острова.
В феврале 1809 принял участие в захвате Мартиники. Около 400 моряков и морских пехотинцев с Intrepid и HMS York подняли тяжёлые пушки, мортиры и гаубицы на Маунт-Сурье к востоку от Форт-Эдвард. Из-за дождей и крутых склонов работа была крайне тяжелой. Тем не менее вскоре была возведена и готова батарея из четырёх 24-фунтовых пушек и четырёх мортир. На следующий день были подняты дополнительные пушки, и через пять дней после вступления батареи в строй противник был вынужден покинуть позицию, так как внутри укреплений все было перепахано ядрами и бомбами.
1811 — госпитальное судно в Плимуте.
1818 — продан.